# دختر همسایه (کلیشه)

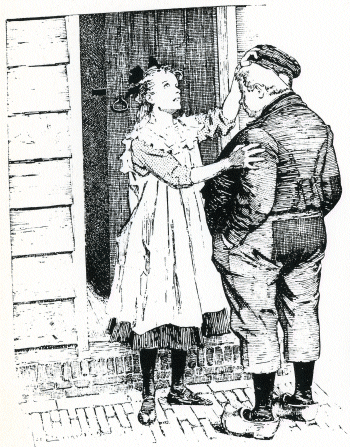
دیک تروم و دختر نابینای همسایه (توسط یوهان برااکنزیک)

دختر همسایه یک شخصیت قراردادی زن جوان است که اغلب در داستان‌های عاشقانه مورد استفاده قرار می‌گیرد. نام او برآمده از این واقعیت است که اغلب در همسایگی قهرمان اصلی داستان زندگی می‌کند یا دوست دوران کودکی اوست. رابطه‌شان را با دوستی متقابل شروع می‌کنند که اغلب در نهایت به کششی عاشقانه تبدیل می‌شود.
عبارت مشابه آن " پسر همسایه " است.

## مشخصات
شخصیت «دختر همسایه» غالباً طبیعی و بی‌تکلف تلقی می‌شود. استعاره‌ای که تداعی‌گر یک نوستالژی است، بیشتر در شهرهای کوچک زندگی می‌کند و عموماً سبک زندگی محلی یا حتی روستایی دارد. دختر همسایه غالباً به شکل یک باکره معصوم که به‌دور از بی‌بندوباری یا پیچیدگی جنسی، مشابه آنچه در شهرهای بزرگ به چشم می‌خورد، به تصویر کشیده می‌شود.
دوریس دی در دهه ۱۹۵۰ به عنوان تجسم پیشگام تصویر «دختر همسایه» در فیلم، «دختر همسایه هالیوود» قلمداد شده‌است.
کلیشه معمول این است که وقتی یک قهرمان مرد در یک مثلث عشقی بین دو زن گیر می‌کند، معمولاً آن «دختر همسایه شیرین، معمولی و دلسوز» را انتخاب می‌کند که با او بزرگ شده‌است نه یک زن خوش‌گذران یا زیبا با تعهدات اخلاقی کمتر. در موارد دیگر، شخصیت دختر همسایه، علی‌رغم اینکه مورد علاقه قهرمان داستان است، او را بابت بودن با مردی دیگر نادیده می‌گیرد.